# Iliaden
Iliaden även Homeros Iliad (originaltitel: klassisk grekiska: Ιλιάς, Iliás), är ett epos som troligen är det äldsta bevarade exemplet på grekisk litteratur. Iliaden berättar en del av historien om belägringen av staden Ilion (Troja), det vill säga det trojanska kriget, och är, tillsammans med Odysséen, ett av de två stora diktverk som traditionellt tillskrivs Homeros, en jonisk diktare. Huruvida Homeros har existerat och är upphovsman till båda dessa verk är mycket omdiskuterat. Det är troligare att dessa verk härstammar från en lång tradition av muntlig poesi. Iliaden och Odysséen dateras traditionellt till 700-talet f.Kr., men anses av vissa forskare ha tillkommit senare. 
Iliaden omfattar cirka 16 000 verser och indelades av grekerna i 24 sånger.
Ordet Iliad betyder "hörande till Ilion", efter namnet på själva staden. Detta var i motsats till Troja (grekiska: Τροία), staten runt omkring Ilion, en stat som Priamos var härskare över. Namnen används ofta utan åtskillnad. Ibland skrivs namnet Illiaden.

## Berättelsen i Iliaden
Iliaden börjar med dessa verser:
μῆνιν ἄειδε θεὰ Πηληϊάδεω Ἀχιλῆος
οὐλομένην, ἣ μυρί' Ἀχαιοῖς ἄλγε' ἔθηκεν,
Translittererat:
Mēnin aeide thea, Pēlēiadeō Achilēos
oulomenēn, hē myri' Achaiois alge' ethēken,
Översatt:
"Sjung, o gudinna, om vreden, som brann hos Peliden Achilles
olycksdiger, till tusende kval för achaiernas söner." (översättning: Erland Lagerlöf)
Det första ordet i Iliaden är mēnin, "vrede". Ordet tillkännager det huvudsakliga temat i Iliaden: Akilles vrede. När Agamemnon, befälhavaren över de akajiska (grekiska) styrkorna vid Troja, vanhedrar Akilles genom att ta Briseis, en slavkvinna som givits till honom som krigsbyte, blir Akilles vredgad och drar sig tillbaka från striderna. Utan Akilles stridsfärdigheter går stridigheterna dåligt för akajerna. Akilles återkommer i strid när hans nära vän Patroklos blir dödad av trojanen Hektor. Akilles dödar många trojaner, däribland även Hektor. Priamos, Hektors far, begär att få sin sons lik utlämnat och Iliaden slutar med Hektors begravning. 

### Bakgrund till Iliaden: det trojanska kriget
Handlingen i Iliaden täcker bara några veckor under det tionde och sista året av trojanska kriget. Varken bakgrunden till kriget och dess tidiga år (Paris bortrövande av Helena från kung Menelaos), eller dess slut (Akilles död och Trojas fall), berättas direkt i Iliaden. Många av dessa händelser berättades i andra epos som tillsammans är kända som trojanska cykeln. Dessa dikter finns endast bevarade i fragment. Se trojanska kriget för en sammanställning av händelserna under kriget.

### Översikt
Apollon har skickat en pest mot akajerna, som hade tillfångatagit Chryseis, dottern till prästen Chryses, och givit henne till Agamemnon. Agamemnon blir tvingad att återföra Chryseis till hennes far. Av stolthet tar Agamemnon Briseis, som atenarna hade givit till Akilles som krigsbyte. Akilles, den tidens största krigare, följer sin mor Thetis råd och drar sig tillbaka från striderna som hämnd, varpå de akajiska arméerna nästan förlorar kriget. 
Det sägs att Briseis tidigare var förälskad i Akilles.

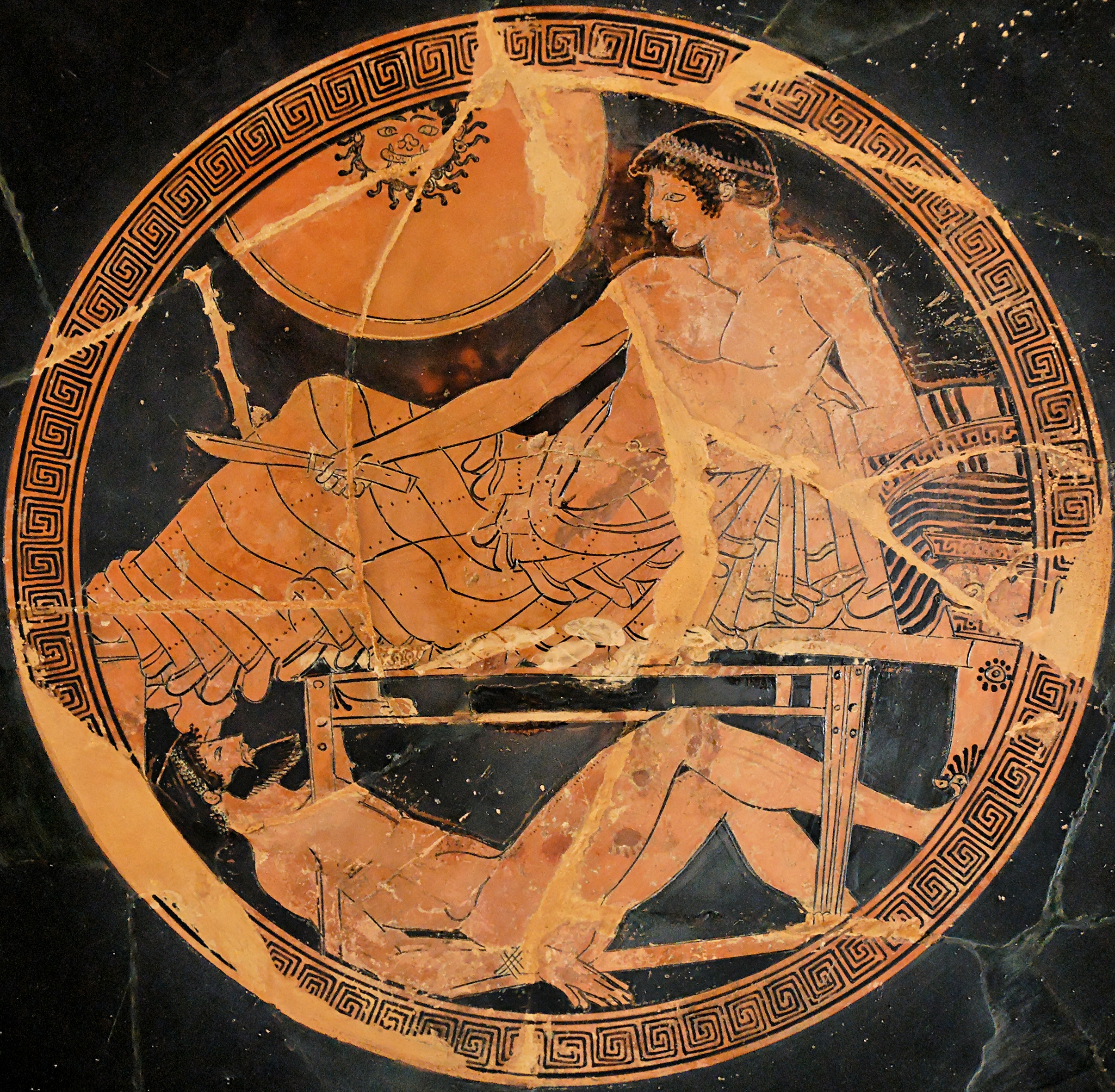
Akilles med Hektors lik. Rödfigurig kopp från Aten cirka 490-480 f.Kr.

Som motpol till Akilles stolthet och arrogans står den trojanske prinsen Hektor, son till kung Priamos, med fru och barn, som kämpar för att försvara sin stad och sin familj. När Patroklos, Akilles käraste vän eller älskare, dör för Hektors hand, ger sig Akilles åter in i striden för att ta hämnd och dödar Hektor. Senare kommer Hektors far, kung Priamos, till Akilles ensam (dock fick han hjälp av Hermes) för att begära sin sons lik tillbaka, och Akilles blir rörd till att visa medlidande. Begravningen av Hektor avslutar eposet.
Boken Iliaden präglas av långa och målande beskrivningar som denna.
"Uddvass gick pilen in i det stadigt sittande konstfullt utarbetade bältet som snabbt den trängde igenom, fortsatte genom hans skönt och mångkunnigt formade harnesk, sen in genom gördeln han bar för att värna kroppen mot kastspjut – det var hans främsta skydd men pilen passerade ändå rakt igenom och rispade upp den yttersta huden".
Vissa händelser som följer efter Hektors begravning förespeglas i Iliaden och det framgår att Trojas fall är förutbestämt. Trots detta ger Homeros ingen detaljerad beskrivning av Trojas fall.

### Sammanfattningar av sångerna
- Första sången: Tio år in i kriget grälar Akilles och Agamemnon om en slavflicka och Akilles drar sig tillbaka från kriget i vrede.
- Andra sången: Agamemnon sammankallar ett ting, där akajerna beslutar att lämna kriget och fara hem. Odysseus lyckas emellertid övertala dem att fortsätta strida. Skeppskatalogen, katalog över trojaner och allierade.
- Tredje sången: Strid utbryter igen. Paris utmanar Menelaos till envig. Under tiden ska härarna vila.
- Fjärde sången: Vapenstilleståndet bryts och strid utbryter.
- Femte sången: Diomedes uppmuntras av Athena att strida och fäller många fiender samt sårar Afrodite och Ares.
- Sjätte sången: Glaukos och Diomedes möts och känner igen varandra som vänner, Hektor återvänder till Troja och möter Andromake.
- Sjunde sången: Hektor kämpar mot Ajax.
- Åttonde sången: Gudarna drar sig tillbaka från striden på befallning av Zeus.
- Nionde sången: Agamemnon försöker försonas med Akilles men denne avvisar försöken.
- Tionde sången: Diomedes och Odysseus drar ut på ett spionuppdrag. Dödar Rhesos och stjäl dennes hästar.
- Elfte sången: Paris sårar Diomedes och Akilles skickar Patroklos på ett uppdrag.
- Tolfte sången: Akajerna återvänder till sitt läger och blir belägrade av trojanerna. Trojaner bryter igenom muren och akajerna flyr till skeppen.
- Trettonde sången: Striden fortsätter vid akajernas skepp. Poseidon motiverar akajerna i Kalkas skepnad.
- Fjortonde sången: Hera hjälper Poseidon att hjälpa akajerna, genom att avleda Zeus uppmärksamhet.
- Femtonde sången: Zeus hindrar Poseidon att lägga sig i.
- Sextonde sången: Patroklos lånar Akilles rustning, går ut i striden, dödar Sarpedon och blir sedan dödad av Hektor.
- Sjuttonde sången: Härerna kämpar om Patroklos lik och rustning.
- Artonde sången: Akilles får veta att Patroklos har dött och får en ny rustning.
- Nittonde sången: Akilles försonas med Agamemnon och går ut i strid.
- Tjugonde sången: Gudarna ger sig in i striden. Akilles försöker döda Aeneas.
- Tjugoförsta sången: Akilles slåss mot floden Skamander och möter Hektor utanför Trojas portar.
- Tjugoandra sången: Akilles dödar Hektor och släpar hans lik tillbaka till akajernas läger.
- Tjugotredje sången: Patroklos lik bränns på ett bål och kämpalekar hålls till hans ära.
- Tjugofjärde sången: Akilles låter Priamos få tillbaka Hektors lik, och Hektor bränns på ett bål.

## Huvudpersoner

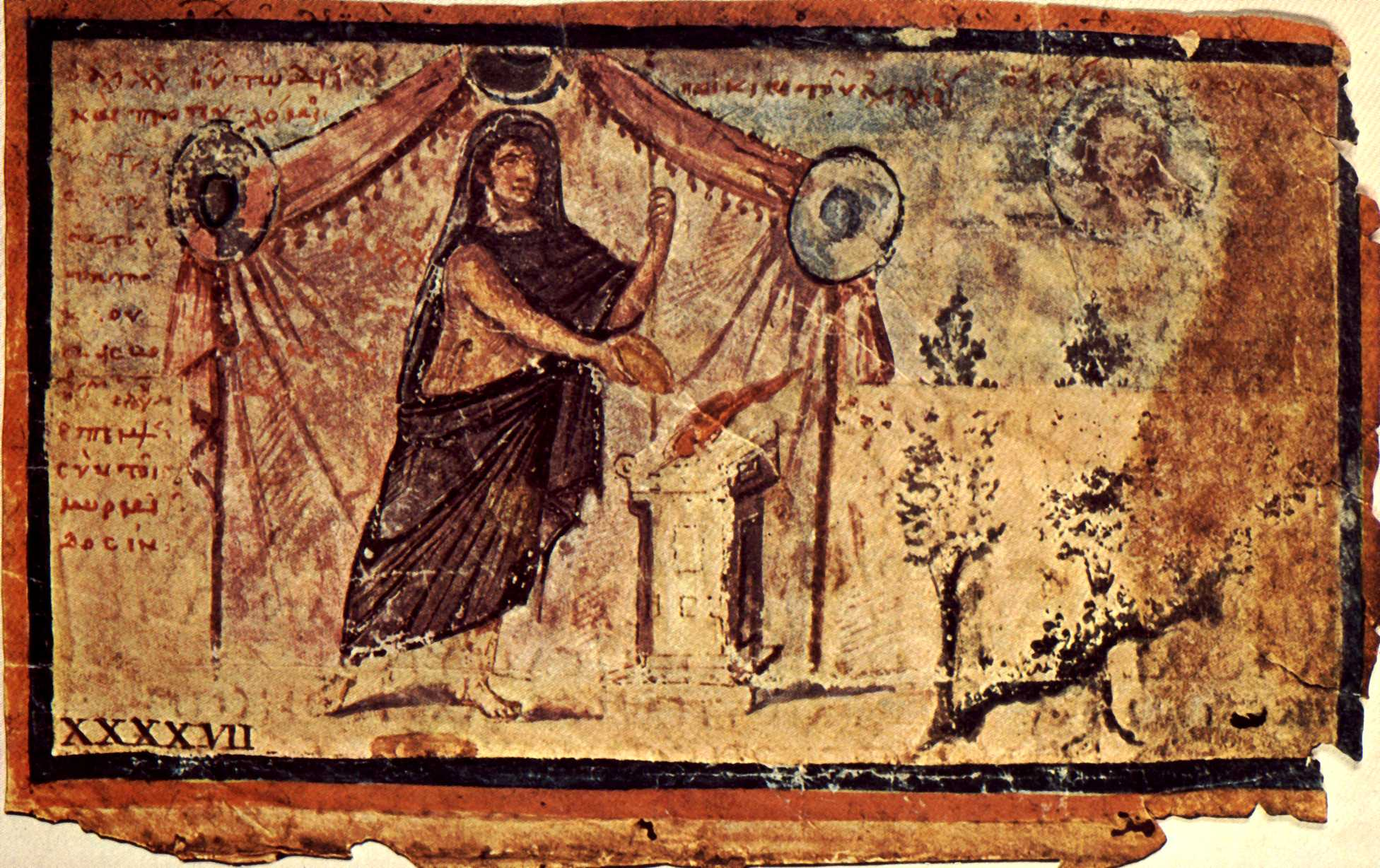
Akilles offrar till Zeus. Bild ur den ambrosiska Iliaden

Iliaden innehåller ett ibland förvirrande stort antal personer. Den andra halvan av den andra sången, som ofta kallas skeppskatalogen, består enbart av en uppräkning av de olika befälhavarna. I många av slagen i Iliaden förekommer bifigurer som snabbt blir dödade. 
- Akajerna (Αχαιοί) – ordet "hellener", som idag skulle översättas som "greker", används aldrig av Homeros
  - Akilles (Αχιλλεύς), ledare för myrmidonerna (Μυρμιδόνες) och den huvudsaklige akajiske hjälten vars vrede är berättelsens övergripande tema
  - Agamemnon (Αγαμέμνων), konung av Mykene, högste befälhavare över de akajiska arméerna, vars handlingar orsakar fejden med Akilles
  - Patroklos (Πάτροκλος), kusin, och vän eller älskare, till Akilles
  - Nestor (Νέστωρ), Menelaos (Μενέλαος), Diomedes (Διομήδης), Idomeneus (Ιδομενεύς), och Ajas telamoniden (Αίας ο Τελαμώνιος), kungar över de viktigaste stadsstaterna i Grekland, som är ledare för sina egna arméer, under Agamemnons övergripande befäl
  - Odysseus (Οδυσσεύς), en annan krigarkung, känd för sin slughet, sägs att han kom på idén med den Trojanska hästen, som är huvudperson i sitt eget epos, Odysséen
  - Kalkas (Κάλχας), en mäktig grekisk siare, som ledde grekerna genom kriget med sina förutsägelser
- Trojanerna och deras allierade
  - Hektor (Έκτωρ), äldste son till kung Priamos, ledare för de trojanska och allierade arméerna och arvtagare till Trojas tron
  - Priamos (Πρίαμος), trojanernas kung, för gammal för att delta i striderna
  - Paris (Πάρις), trojansk prins och Hektors bror, även kallad Alexander. Hans bortrövande av Helena är krigets orsak.
  - Aeneas (Αινείας), kusin till Hektor och hans viktigaste underlydande
  - Glaukos och Sarpedon, ledare för de lykiska styrkorna, som strider på trojanernas sida
- Kvinnliga gestalter
  - Helena (Ελένη), före detta drottning av Sparta och hustru till Menelaos, nu gift med Paris
  - Andromake (Ανδρομάχη), Hektors hustru och mor till deras späda son, Astyanax (Αστυάναξ)
  - Hekabe (Εκάβη), drottning av Troja, hustru till Priamos, mor till Hektor, Kassandra, Paris etc.
  - Briseis, en kvinna som tillfångatogs vid plundringen av Lyrnessos, en liten stad i Trojas territorium, och gavs till Akilles som krigsbyte. Agamemnon tar henne från Akilles i den första sången och Akilles drar sig ur striden till följd av detta.

Vissa olympiska gudar och gudinnor, främst Zeus, Hera, Apollon, Afrodite, Ares, Athena, Hermes och Poseidon, förekommer i Iliaden som rådgivare till och manipulatörer av människorna. Alla utom Zeus blir personligen invecklade i striderna vid något tillfälle.

## Översättningar till svenska
Erland Lagerlöfs översättning av Iliaden (utgiven 1912), senare bearbetad av Gerhard Bendz (1957) har blivit klassisk. Svenska Akademien utgav 2012 en nyutgåva av Erland Lagerlöfs oförvanskade översättning, med inledning av Jesper Svenbro och Svenska Akademien. Den finns tillgänglig som tryckt bok, och PDF för fri nedladdning. Tord Bæckströms översättning "Sången om Ilion" utkom 1972 på Forums förlag (ISBN 91-37-05229-2). Ingvar Björkesons nytolkning av Iliaden utkom 2000 (ISBN 91-27-08141-9). Dimitrios Iordanoglous "cover" på Iliaden utkom 2010 (ISBN 91-85-19159-0). Dessutom har Fridtjuv Berg tolkat Iliaden i prosa för skolungdomar  i "Trojanska kriget" där han använt Lagerlöfs översättning som bas.
Lagerlöf använder namnformerna Ulysses (inte Odysseus), Achilles, Ajas, Athene och kallar folkslagen troer (inte trojaner) och achaier.